# Apple Look Around

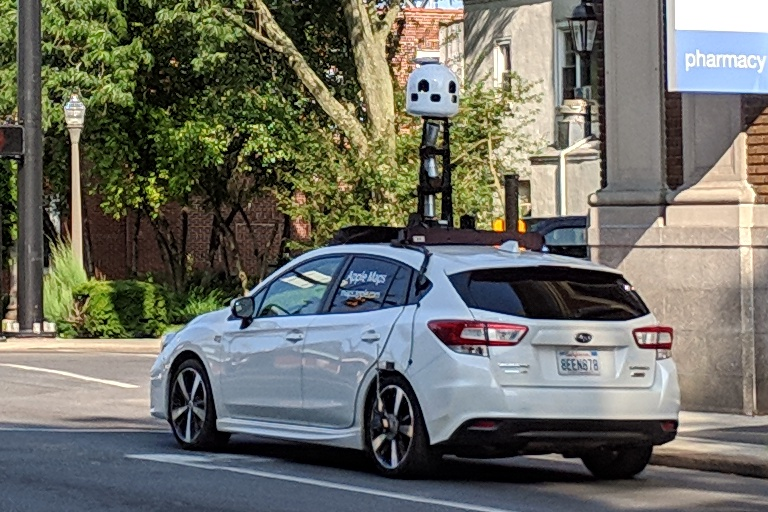
Samochód Apple Maps w Filadelfii w stanie Pensylwania w czerwcu 2019 roku

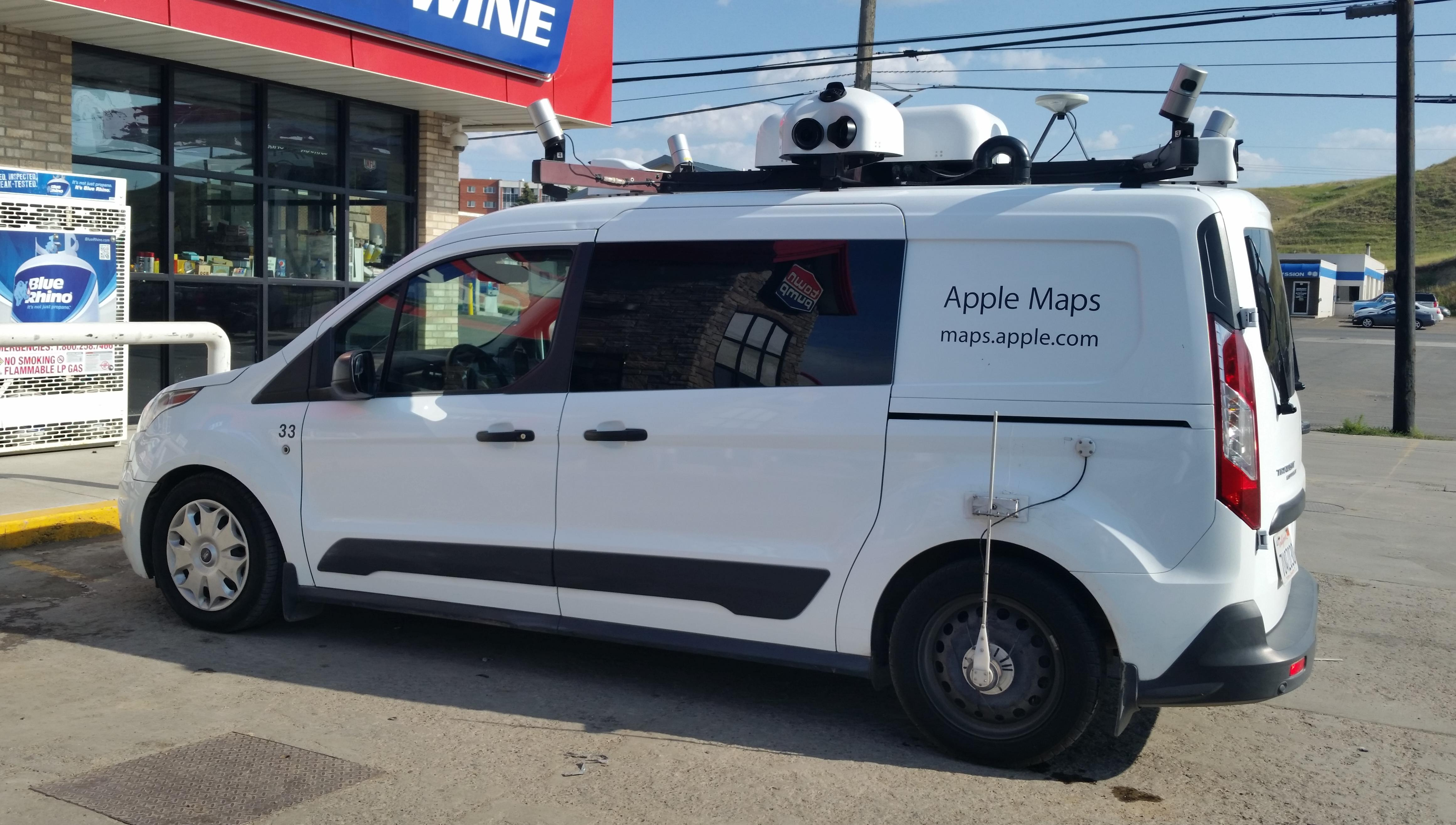
Van Apple Maps w mieście Havre w stanie Montana w lipcu 2018

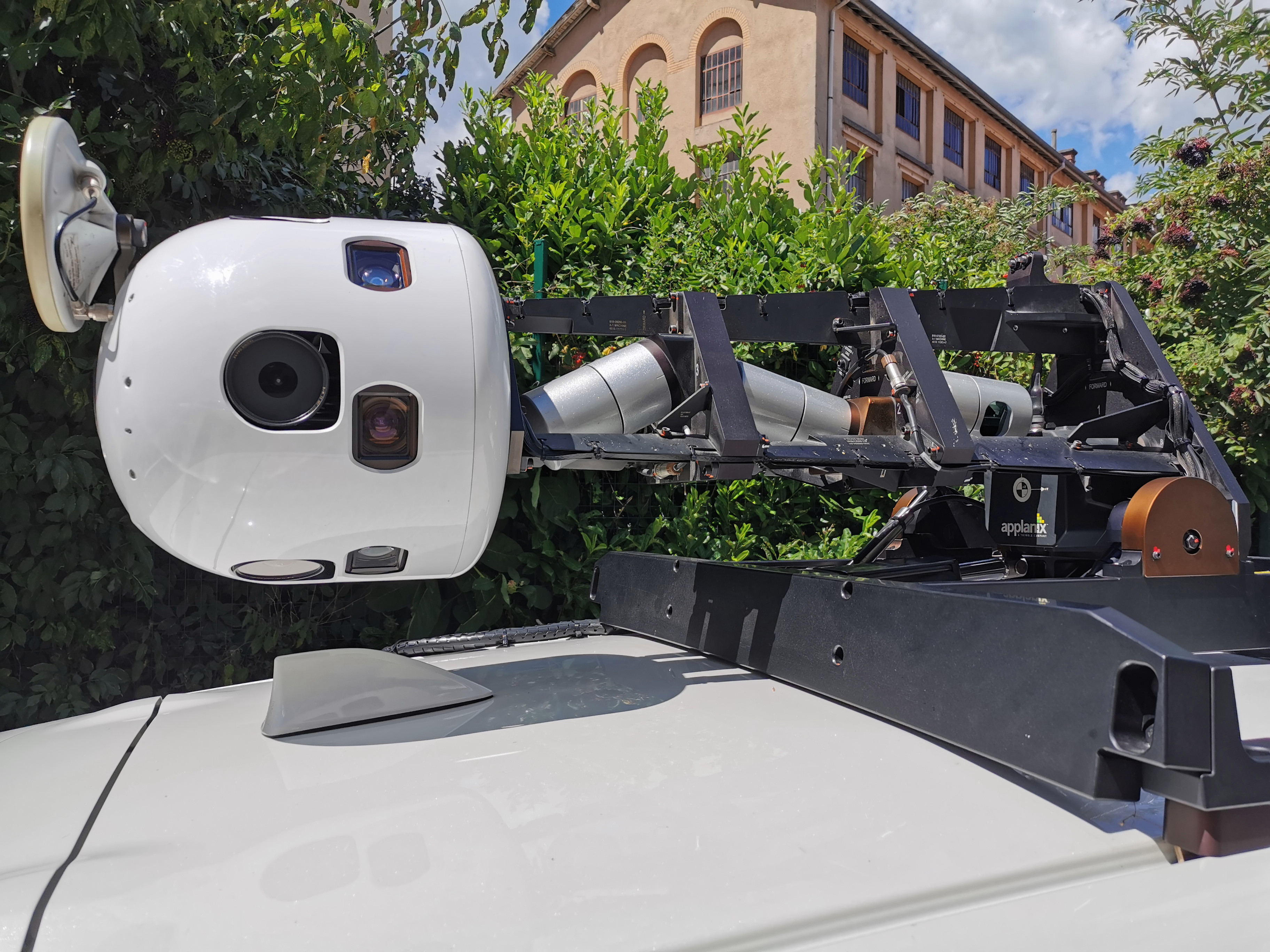
Kamera na samochodzie Apple Maps w mieście Grenoble w czerwcu 2020

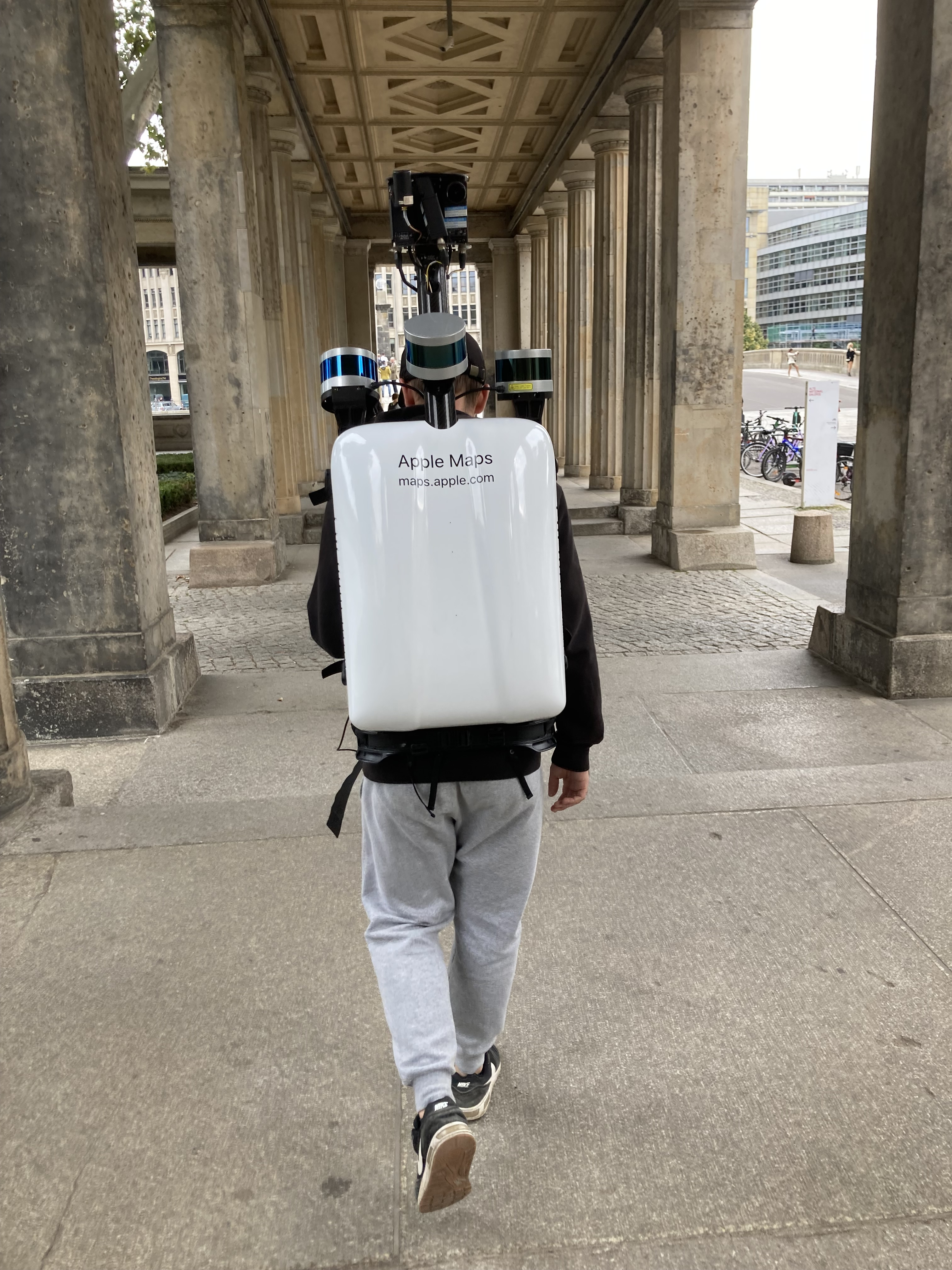
Plecak z kamerą Apple Maps w Berlinie we wrześniu 2021

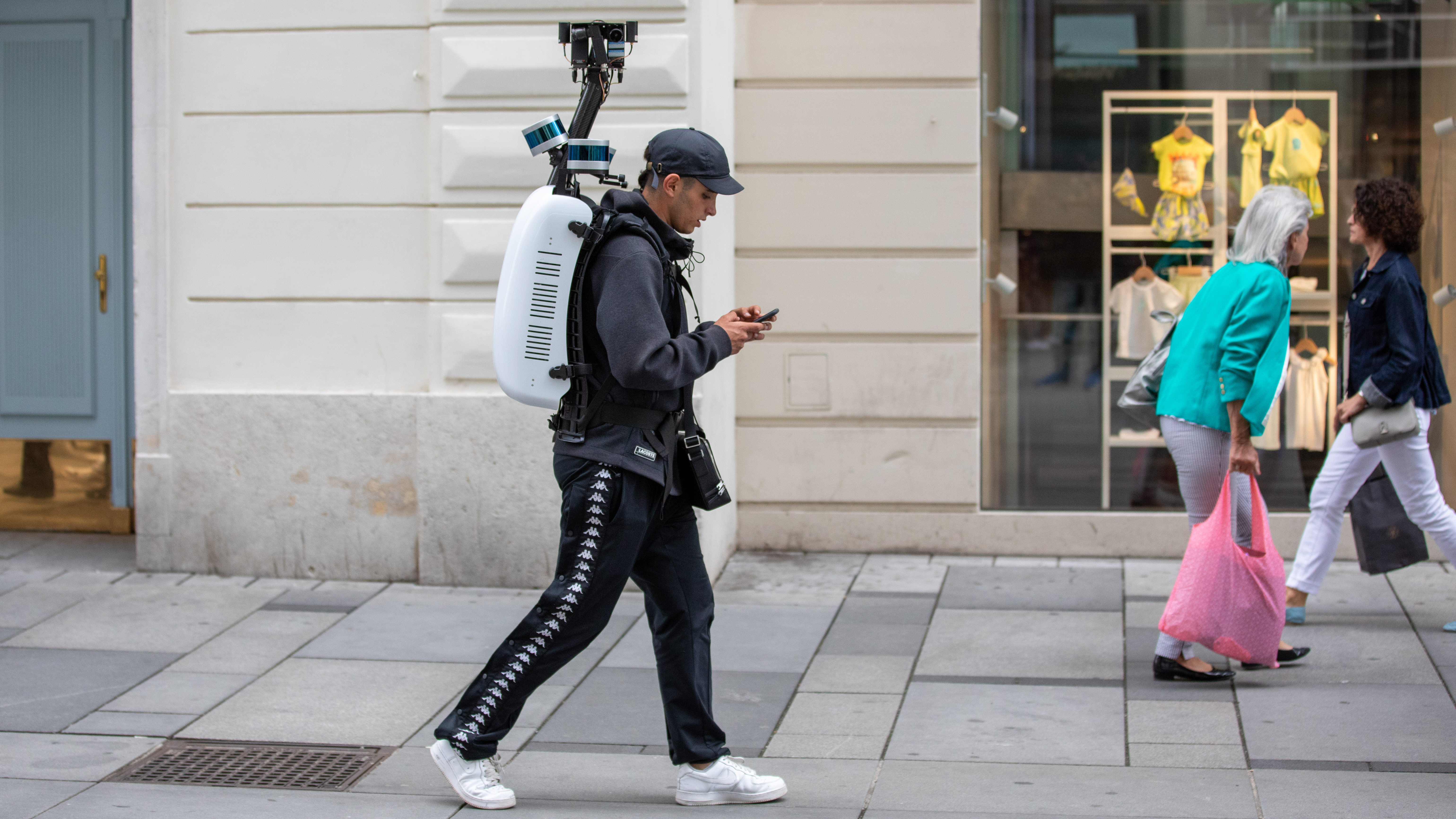
Plecak z kamerą Apple Maps w Wiedniu w czerwcu 2022

Apple Look Around – funkcja dostępna w Apple Maps, która zapewnia panoramiczne widoki z poziomu ulicy, a także pozwala użytkownikom na wyświetlanie wybranych części świata. Look Around umożliwia wyświetlanie obrazów 360° z poziomu ulicy, z płynnymi przejściami podczas nawigacji po mapie. Technologia Look Around została premierowo zaprezentowana wraz z trzynastym wydaniem systemu operacyjnego iOS na konferencji Apple Worldwide Developers Conference w czerwcu 2019 roku. Po raz pierwszy publicznie wydano ją 19 września 2019 roku.

## Historia
Na początku 2015 roku pojazdy wyposażone w dwanaście kamer i czujniki lidarowe były widziane w różnych miejscach w Stanach Zjednoczonych. Pojazdy te były własnością Apple i zauważono je także w takich państwach jak Francja, Irlandia, Szwecja i Wielka Brytania. W czerwcu 2015 Apple poinformowało na swojej stronie internetowej, że pojazdy zbierają dane w celu ulepszenia Apple Maps. Ponadto firma podkreśliła, że chroni prywatność, uniemożliwiając rozpoznawanie twarzy i tablic rejestracyjnych. W 2018 roku Apple potwierdziło w artykule, że przebudowuje Apple Maps, a pierwsze prace rozpoczęły się w Kalifornii.
W 2017 Apple zaczęło zbierać zdjęcia w Chorwacji, Hiszpanii, Portugalii i Słowenii. Rok później, w 2018 roku, Apple rozpoczął kolekcjonowanie obrazów także w Japonii.
W maju 2019 firma ogłosiła plany na rozpoczęcie zbierania danych w Kanadzie. W tym samym roku rozpoczęto prace nad zbieraniem danych z Andory, Australii, Kanady, Malty, Niemiec, San Marino i Włoch.
22 czerwca 2020 podczas konferencji WWDC 2020 Apple ogłosiło, że nowe zdjęcia z Irlandii, Kanady i Wielkiej Brytanii zostaną dodane do aplikacji jeszcze w tym roku. W tym samym roku Apple zaczęło zbierać też zdjęcia w krajach takich jak Belgia, Finlandia, Holandia, Izrael, Monako, Norwegia, Nowa Zelandia i Singapur.
7 czerwca 2021 podczas konferencji WWDC 2021 Apple ujawniło, że zdjęcia z Hiszpanii i Portugalii zostaną dodane do aplikacji w ten sam dzień, a Australia i Włochy otrzymają je do końca 2021 roku. 10 września 2021 Apple opublikowało nowe dane z Andory, San Marino, Watykanu i Włoch. Firma zaczęła testować nowe zdjęcia z Australii 19 października 2021, finalnie dodając zaktualizowane dane 9 grudnia 2021. W tym samym roku Apple zaczęło zbierać zdjęcia z państw takich jak Austria, Czechy, Hongkong, Liechtenstein, Luksemburg, Polska, Szwajcaria, Tajwan i Węgry.
4 marca 2022 zaczęło testowanie swojej nowej mapy w zarówno Niemczech jak i Singapurze ostatecznie oddając je w ręce użytkowników 21 kwietnia 2022, wówczas Monachium i większość Singapuru otrzymały funkcję. 14 maja 2022 Apple rozpoczęło zbieranie zdjęć w Danii.
7 marca 2022 Apple rozpoczęło zbierać zdjęcia w Grecji. 4 maja Apple rozpoczęło kompletowanie zdjęć w Danii. 29 maja Apple rozpoczęło testy nowej mapy we Francji, Monako i Nowej Zelandii. 3 czerwca 2022 firma Apple ogłosiła pierwsze zbieranie zdjęć w Meksyku, która ma się rozpocząć w sierpniu 2022 roku. Podczas corocznego wydarzenia WWDC firmy Apple ogłoszono, że jedenaście nowych krajów otrzyma funkcję, w tym Arabia Saudyjska, Belgia, Izrael, Liechtenstein, Luksemburg, Palestyna i Szwajcaria.
23 stycznia 2023 firma rozpoczęła testowanie nowych danych map w Austrii, Finlandii, Norwegii i Szwecji, a 2 marca uruchomiono tam mapy z nowymi danymi z wyjątkiem Austrii. 10 marca Apple rozpoczęło testowanie nowych danych mapowych w Austrii, Chorwacji, Czechach, na Węgrzech, w Polsce i Słowenii. Nowe dane zostały dodane w tych państwach 6 kwietnia. 17 kwietnia Apple rozpoczęło analizę danych w Zjednoczonych Emiratów Arabskich. 2 maja firma rozpoczęła testowanie nowej mapy w Hongkongu, na Słowacji i Tajwanie. Nowe dane mapowe zostały opublikowane dla tych krajów w czerwcu. 31 lipca Apple rozpoczęło testowanie nowych map w Danii i Grecji, a dane mapowe stamtąd zostały oficjalnie opublikowane w dniu 12 października.
Przez cały 2023 rok Apple potwierdził rozpoczęcie gromadzenia zdjęcia w Brazylii, Indiach, Malezji i Zjednoczonych Emiratach Arabskich.
16 stycznia 2024 w USJ 20 w Malezji sfotografowano samochód Apple Maps z napisem Koleksi Imejan Apple Maps (po angielsku: Apple Maps Image Collection).
Do lutego 2024 funkcja Look Around obejmowała około 71 obszarów, w tym Andorę, Australię, Austrię, Belgię, Chorwację, Czechy, Danię, Finlandię, Grecję, Hiszpanię (w tym Baleary i Wyspy Kanaryjskie), Holandię, Hongkong, Irlandię, Izrael, Japonię, Liechtenstein, Luksemburg, Kanadę, Niemcy, Norwegię, Polskę, Portugalię, San Marino, Singapur, Słowenię, Stany Zjednoczone, Szwajcarię, Szwecję, Tajwan, część Wielkiej Brytanii (w tym zamorskie terytorium zależne jakim jest Gibraltar), Węgry i Włochy (w tym Sardynię i Sycylię).

### Doprecyzuj lokalizację
W aktualizacji iOS 14 firma Apple dodała nową funkcję o nazwie Doprecyzuj lokalizację w Apple Maps, w której użytkownik może zeskanować okolicę i zaktualizować swoją lokalizację, gdy pobrane dane są niskiej jakości. Działa to z funkcją Look Around, ponieważ te same dane służą do określania dokładności lokalizacji. Do maja 2021 roku następujące obszary otrzymały funkcję doprecyzuj lokalizację:
| Kraj              | Lokacja                                                                           |
| ----------------- | --------------------------------------------------------------------------------- |
| Kanada            | Montreal, Toronto, Vancouver                                                      |
| Stany Zjednoczone | Filadelfia, Los Angeles, Nowy Jork, San Diego, San Francisco Bay Area, Waszyngton |
| Wielka Brytania   | Londyn                                                                            |

### Trasy piesze AR
Apple dodało do iOS 15 funkcję o nazwie trasy piesze AR w Apple Maps, gdzie użytkownik skanuje otoczenie i pokażą mu się wskazówki. Podobnie jak w Doprecyzuj lokalizację, ta funkcja wykorzystuje otaczający obszar i poprawia dokładność wskazówek. Od grudnia 2022 roku następujące miejsca otrzymały trasy piesze AR:
| Kraj              | Lokacja                                                                           |
| ----------------- | --------------------------------------------------------------------------------- |
| Francja           | Lille, Lyon, Marsylia, Nicea, Paryż                                               |
| Japonia           | Fukuoka, Hiroszima, Jokohama, Kioto, Nagoja, Osaka, Tokio                         |
| Kanada            | Montreal, Toronto, Vancouver                                                      |
| Nowa Zelandia     | Auckland, Wellington                                                              |
| Singapur          | Singapur                                                                          |
| Stany Zjednoczone | Filadelfia, Los Angeles, Nowy Jork, San Diego, San Francisco Bay Area, Waszyngton |
| Wielka Brytania   | Londyn                                                                            |
| Włochy            | Turyn                                                                             |

## Kalendarium
| L.p. | Data wydania         | Główne dodane lokacje                                                |
| ---- | -------------------- | -------------------------------------------------------------------- |
| 1    | 19 września 2019     | Las Vegas, Oʻahu, San Francisco Bay Area, Santa Cruz                 |
| 2    | 30 września 2019     | Los Angeles, Nowy Jork                                               |
| 3    | 18 listopada 2019    | Houston                                                              |
| 4    | 19 lutego 2020       | Boston, Filadelfia, Waszyngton                                       |
| 5    | 20 kwietnia 2020     | Chicago                                                              |
| 6    | 29 czerwca 2020      | Seattle                                                              |
| 7    | 4 sierpnia 2020      | Kioto, Nagoja, Osaka, Tokio                                          |
| 8    | 1 października 2020  | Edynburg, Londyn Dublin                                              |
| 9    | 7 października 2020  | Phoenix                                                              |
| 10   | 4 grudnia 2020       | Fukuoka, Hiroszima, Takamatsu                                        |
| 11   | 10 grudnia 2020      | południowa Kanada                                                    |
| 12   | 16 grudnia 2020      | Denver, Detroit, Miami                                               |
| 13   | 3 lutego 2021        | San Diego, Portland                                                  |
| 14   | 12 maja 2021         | Atlanta                                                              |
| 15   | 17 maja 2021         | Kanazawa, Sendai                                                     |
| 16   | 7 czerwca 2021       | Hiszpania · Gibraltar · kontynentalna Portugalia                     |
| 17   | 10 września 2021     | San Marino · Włochy                                                  |
| 18   | 29 października 2021 | Andora                                                               |
| 19   | 9 grudnia 2021       | Australia                                                            |
| 20   | 21 kwietnia 2022     | Monachium Singapur                                                   |
| 21   | 18 maja 2022         | Frankfurt nad Menem, Stuttgart                                       |
| 22   | 27 maja 2022         | Niigata, Sapporo, Shizuoka                                           |
| 23   | 16 czerwca 2022      | Dortmund, Düsseldorf, Essen, Kolonia                                 |
| 24   | 30 czerwca 2022      | Berlin, Hamburg, Lipsk                                               |
| 25   | 7 lipca 2022         | Francja metropolitalna · Nowa Zelandia                               |
| 26   | 25 lipca 2022        | reszta Niemiec                                                       |
| 27   | 15 grudnia 2022      | Belgia · Holandia · Izrael · Liechtenstein · Luksemburg · Szwajcaria |
| 28   | 2 marca 2023         | Finlandia · Norwegia · Szwecja                                       |
| 29   | 7 kwietnia 2023      | Chorwacja · Czechy · Polska · Słowenia · Węgry                       |
| 30   | 20 maja 2023         | Himeji, Kitakyushu, Maebashi, Okayama                                |
| 31   | 27 lipca 2023        | Dallas, Minneapolis, Zatoka Tampa                                    |
| 32   | 26 września 2023     | Austria · Tajwan                                                     |
| 33   | 12 października 2023 | Dania · Grecja                                                       |
| 34   | 20 października 2023 | Hongkong                                                             |
| 35   | 2 listopada 2023     | Sacramento                                                           |
| 36   | 10 grudnia 2023      | Jacksonville, Orlando                                                |
| 37   | 8 lutego 2024        | Kumamoto, Utsunomiya                                                 |
| 38   | 15 lutego 2024       | Charlotte, Raleigh                                                   |
| 39   | 28 marca 2024        | Austin, Salt Lake City, San Antonio i kilka obszarów w Kalifornii    |
| 40   | 16 maja 2024         | Monako                                                               |

## Krajowe pokrycie
| Kraj              | Region |
| ----------------- | --- |
| Andora            | Pełne pokrycie |
| Australia         | Pełne pokrycie |
| Austria           | Pełne pokrycie |
| Belgia            | Pełne pokrycie |
| Chorwacja         | Pełne pokrycie |
| Czechy            | Pełne pokrycie |
| Dania             | Pełne pokrycie (wykluczając Grenlandię i Wyspy Owcze) |
| Finlandia         | Pełne pokrycie (Wyspy Alandzkie są pokryte, ale nie zostały opublikowane) |
| Francja           | Francja metropolitalna |
| Grecja            | Pełne pokrycie |
| Hiszpania         | Pełne pokrycie (wykluczając Ceutę i Melillę) |
| Holandia          | Pełny pokrycie (wykluczając terytoria karaibskie) |
| Hongkong          | Pełne pokrycie |
| Irlandia          | Carlow, Cavan, Dublin, Kildare, Laois, Longford, Louth, Meath, Monaghan, Offaly, Westmeath, Wexford, Wicklow |
| Izrael            | Pełne pokrycie |
| Japonia           | Fukuoka, Himeji, Hiroszima, Kanazawa, Kioto, Kitakyushu, Maebashi, Nagoja, Niigata, Okayama, Osaka, Sapporo, Sendai, Shizuoka, Takamatsu, Tokio |
| Liechtenstein     | Pełne pokrycie |
| Luksemburg        | Pełne pokrycie |
| Kanada            | Pełne pokrycie w każdej prowincji (oprócz terytorium) |
| Monako            | Pełne pokrycie |
| Niemcy            | Pełne pokrycie (oprócz małych niemieckich wysp) |
| Norwegia          | Pełne pokrycie (wykluczając Svalbard) |
| Nowa Zelandia     | Pełne pokrycie |
| Polska            | Pełne pokrycie |
| Portugalia        | kontynentalna Portugalia |
| San Marino        | Pełne pokrycie |
| Singapur          | Pełne pokrycie |
| Słowenia          | Pełne pokrycie |
| Szwecja           | Pełne pokrycie |
| Szwajcaria        | Pełne pokrycie |
| Stany Zjednoczone | Atlanta, Austin, Boston, Charlotte, Chicago, Dallas, Denver, Detroit, Filadelfia, Houston, Jacksonville, Las Vegas, Los Angeles, Miami, Minneapolis, Nowy Jork, Oʻahu, Orlando, Phoenix, Portland, Raleigh, Salt Lake City, San Antonio, San Diego, Santa Cruz, San Francisco Bay Area, Seattle, Waszyngton, Zatoka Tampa |
| Tajwan            | Pełne pokrycie |
| Węgry             | Pełne pokrycie |
| Wielka Brytania   | Edynburg, Gibraltar, Londyn |
| Włochy            | Pełne pokrycie |

## Przyszłe pokrycie
Według Apple, ich pojazdy przejechały lub będą przejeżdżać przez następujące kraje i ich regiony, a wykonane zdjęcia zostaną dodane do aplikacji wkrótce:
| Kraj                         | Zdjęcia z widoku pojazdu | Zdjęcia z widoku pieszego |
| ---------------------------- | --- | --- |
| Brazylia                     | Region Południowo-Wschodni, Region Południowy, Region Północno-Wschodni, Region Północny, Region Środkowozachodni | Nie uwzględniono |
| Bułgaria                     | Obwód Burgas, Obwód Chaskowo, Obwód Dobricz, Obwód Pernik, Obwód Plewen, Obwód Płowdiw, Obwód Ruse, Obwód Sliwen, Obwód sofijski, Obwód Stara Zagora, Obwód Szumen, Obwód Warna | Plecaki: Obwód sofijski |
| Cypr                         | Dystrykt Larnaka, Dystrykt Limassol, Dystrykt Nikozja, Dystrykt Pafos | Plecaki: Dystrykt Nikozja, Dystrykt Pafos |
| Estonia                      | Hiuma, Harjumaa, Järvamaa, Jõgevamaa, Läänemaa, Parnawa, Põlvamaa, Raplamaa, Tartu, Valgamaa, Virumaa Zachodnia, Virumaa Wschodnia, Viljandimaa, Võrumaa | Plecaki: Harjumaa, Tartu |
| Indie                        | Andhra Pradesh, Arunachal Pradesh, Asam, Bengal Zachodni, Bihar, Czandigarh, Chhattisgarh, Dadra i Nagarhaweli, Daman i Diu, Delhi, Goa, Gudźarat, Hariana, Himachal Pradesh, Jharkhand, Karnataka, Kerala, Madhya Pradesh, Maharasztra, Manipur, Meghalaya, Mizoram, Nagaland, Orisa, Puducherry, Pendżab, Radżastan, Sikkim, Tamilnadu, Telangana, Tripura, Uttar Pradesh, Uttarakhand                                                      | Nie uwzględniono |
| Islandia                     | Austurland, Höfuðborgarsvæðið, Norðurland vestra, Suðurland, Suðurnes, Vestfirðir, Vesturland | Plecaki: Höfuðborgarsvæðið |
| Japonia                      | Hokkaido, Prefektura Aichi, Prefektura Chiba, Prefektura Fukuoka, Prefektura Gunma, Prefektura Hiroszima, Prefektura Hyōgo, Prefektura Ibaraki, Prefektura Ishikawa, Prefektura Kagawa, Prefektura Kanagawa, Prefektura Kioto, Prefektura Kumamoto, Prefektura Mie, Prefektura Miyagi, Prefektura Nara, Prefektura Niigata, Prefektura Okayama, Prefektura Osaka, Prefektura Saitama, Prefektura Shiga, Prefektura Shizuoka, Prefektura Tokio | Plecaki: Prefektura Aichi, Prefektura Fukuoka, Prefektura Hiroszima, Prefektura Hyōgo, Prefektura Ishikawa, Prefektura Kanagawa, Prefektura Kioto, Prefektura Mie, Prefektura Miyagi, Prefektura Nara, Prefektura Osaka, Prefektura Tokio iPhone/iPad: Prefektura Tokio |
| Litwa                        | Okręg kłajpedzki, Okręg kowieński, Okręg mariampolski, Okręg olicki, Okręg poniewieski, Okręg szawelski, Okręg tauroski, Okręg telszański, Okręg uciański, Okręg wileński | Nie uwzględniono |
| Łotwa                        | Kurlandia, Liwonia, Łatgalia, Ryga, Semigalia | Nie uwzględniono |
| Malezja                      | Johor, Kedah, Kelantan, Kuala Lumpur, Labuan, Malakka, Negeri Sembilan, Pahang, Perak, Perlis, Penang, Putrajaya, Sabah, Sarawak, Selangor, Terengganu | Nie uwzględniono |
| Malta                        | Pełne pokrycie | Plecaki: Pełne pokrycie (wykluczając Gozo) |
| Meksyk                       | Aguascalientes, Campeche, Chiapas, Chihuahua, Coahuila, Colima, Durango, Guanajuato, Guerrero, Hidalgo, Jalisco, Jukatan, Kalifornia Dolna, Kalifornia Dolna Południowa, Meksyk, miasto Meksyk, Michoacán, Morelos, Nayarit, Nuevo León, Oaxaca, Puebla, Querétaro, Quintana Roo, San Luis Potosí, Sinaloa, Sonora, Tabasco, Tamaulipas, Tlaxcala, Veracruz, Zacatecas                                                                        | Plecaki: Ecatepec de Morelos, Jalisco, Meksyk, Nuevo León, Puebla |
| Palestyna                    | Betlejem, Dżanin, Hebron, Jerozolima, Jerycho, Kalkilja, Nablus, Salafit, Tubas, Tulkarm, Ramallah | Nie uwzględniono |
| Serbia                       | Belgrad, Okręg borski, Okręg braniczewski, Okręg jablanicki, Okręg kolubarski, Okręg maczwański, Okręg morawicki, Okręg niszawski, Okręg południowobacki, Okręg południowobanacki, Okręg północnobacki, Okręg pczyński, Okręg pirocki, Okręg podunajski, Okręg pomorawski, Okręg raski, Okręg rasiński, Okręg sremski, Okręg szumadijski, Okręg środkowobanacki, Okręg toplicki, Okręg zajeczarski, Okręg zlatiborski                         | Plecaki: Belgrad |
| Słowacja                     | Kraj bańskobystrzycki, Kraj bratysławski, Kraj koszycki, Kraj nitrzański, Kraj preszowski, Kraj trenczyński, Kraj trnawski ,Kraj żyliński | Plecaki: Kraj bratysławski |
| Rumunia                      | Region Bukareszt-Ilfov, Region Centralny, Region Południowo-Wschodni, Region Południowo-Zachodni, Region Południowy, Region Północno-Wschodni, Region Północno-Zachodni, Region Zachodni | Plecaki: Region Bukareszt-Ilfov |
| Stany Zjednoczone            | Pełne pokrycie we wszystkich 50 stanach (wliczając Guam, Portoryko oraz Wyspy Dziewicze Stanów Zjednoczonych) | Plecaki: Arizona, Floryda, Georgia, Hawaje, Illinois, Indiana, Kalifornia, Kansas, Kentucky, Kolorado, Karolina Północna, Luizjana, Maryland, Massachusetts, miasto Waszyngton, Michigan, Minnesota, Missouri, Nevada, New Jersey, Nowy Jork, Nowy Meksyk, Ohio, Oregon, Pensylwania, Teksas, Tennessee, Utah, Waszyngton, Wirginia, Wisconsin iPhone/iPad: Kalifornia, Teksas |
| Tajlandia                    | Bangkok, Isan, Południowa Tajlandia, Północna Tajlandia, Tajlandia Środkowa, Wschodnia Tajlandia, Zachodnia Tajlandia | Plecaki: Bangkok, Isan, Południowa Tajlandia, Północna Tajlandia, Wschodnia Tajlandia |
| Wielka Brytania              | Pełne pokrycie na terenie Anglii, Gibraltaru, Irlandii Północnej, Szkocji, Walii, Wyspy Man i Wysp Normandzkich | Anglia, Szkocja |
| Wietnam                      | Region Delty Mekongu, Region Delty Rzeki Czerwonej, Region Północno-Zachodni, Region Północno-Wschodni, Region Wybrzeża Północno-Środkowego, Region Wybrzeża Południowo-Środkowego, Region Południowo-Wschodni | Nie uwzględniono |
| Zjednoczone Emiraty Arabskie | Dubaj | Plecaki: Dubaj |

Apple testowało nowe mapy także w  Arabii Saudyjskiej,  Palestynie,  Słowacji i  Watykanie, lecz nie dostały one jak dotąd pokrycia.